# Stadio Piercesare Tombolato
Stadio Piercesare Tombolato – wielofunkcyjny stadion w mieście Cittadella, we Włoszech. Został otwarty w 1981 roku. Może pomieścić 7623 widzów. Swoje spotkania rozgrywa na nim drużyna AS Cittadella.